# Lední hokej na Zimních olympijských hrách 1964
30. mistrovství světa  a 41. mistrovství Evropy v ledním hokeji probíhalo v rámci IX. zimních olympijských her. 16 účastníků hrálo kvalifikaci, která se hrála vylučovacím způsobem. Kvalifikační utkání rozhodla o zařazení do skupiny A, kde se hrálo o medaile. Poražení hráli o 9.–16. místo ve skupině B. Ve všech skupinách se hrálo jednokolově systémem každý s každým. Hokejový tým SRN byl na ZOH součástí Společného německého družstva (SND). Do mistrovství světa a Evropy jsou výsledky SRN započítány samostatně.

## Kvalifikace
Kanada –  Jugoslávie 14:1 (5:1, 6:0, 3:0)
27. ledna 1964 (11:30) – Innsbruck (Messehalle)

Branky Kanady: 1:14 Terry Clancy, 2:05 Terry Clancy, 7:48 Bob Forhan, 8:21 George Swarbrick, 12:10 Bob Forhan, 21:42 Rod Seiling, 22:54 Ray Cadieux, 27:45 Gary Begg, 32:52 Hank Akervall, 33:47 Roger Bourbonnais, 38:21 Paul Conlin, 44:19 Roger Bourbonnais, 53:32 Barry McKenzie, 53:53 Ray Cadieux.

Branky Jugoslávie: 9:16 Bogomir Jan.

Rozhodčí: Adolf Kuhnert (AUT), Eberhard Grillmayer (AUT)

Vyloučení: 0:0
Kanada: Martin (Broderick) – McKenzie, Akervall, O'Malley, Seiling – Forhan, Begg, M. Johnston – Conlin, Swarbrick, Clancy – Bourbonnais, Dineen, Conacher – Cadieux.
Jugoslávie: Gale – Ravnik, Kristan, Anđelić, Ratej, Krmelj – I. Jan, Radin, Tišlar – Felc, Smolej, Renaud – Ðorđević, B. Jan, Valentar – Holbus.
 Švýcarsko –  Norsko 5:1 (2:0, 1:0, 2:1)
27. ledna 1964 (20:00) – Innsbruck (Olympia-Eisstadion)

Branky Švýcarska: 6. Pio Parolini, 7. Pio Parolini, 22. Peter Stammbach, 52. Rolf Diethelm, 53. Kurt Pfammatter.

Branky Norska: 60. Bjørn Elvenes.

Rozhodčí: Jaroslav Pokorný (TCH), Andrej Starovojtov (URS)

Vyloučení: 7:8 navíc Salzmann na 10 min.
Švýcarsko: Rigolet – Friedrich, Furrer, Wespi, Wittwer, Rüegg – Pfammatter, Parolini, Jenny – Salzmann, Truffer, Stammbach – Diethelm, Chappot, Berry.
Norsko: Østensen – Thoresen, Martinsen, S. N. Hansen, Gundersen – Smefjell, Petersen, Olsen – Olafsen, Lundby, Larsen – Fjeldstad, Elvenes, Dalsøren – Bjerklund.
 Československo –  Japonsko 17:2 (8:0, 3:2, 6:0)
28. ledna 1964 (9:00) – Innsbruck (Messehalle)

Branky a nahrávky Československa: 2. Jaroslav Walter (Vlastimil Bubník), 7. Miroslav Vlach (František Tikal), 8. Josef Černý, 11. Miroslav Vlach (Rudolf Potsch), 11. Vlastimil Bubník (Miroslav Vlach), 12. Jaroslav Walter (Rudolf Potsch), 15. Rudolf Potsch (Vlastimil Bubník), 20. Stanislav Prýl (Jaroslav Jiřík), 26. Jozef Golonka (Jaroslav Jiřík), 34. Jaroslav Walter (Vlastimil Bubník), 35. Miroslav Vlach (Vlastimil Bubník), 45. Jaroslav Jiřík (Stanislav Sventek), 46. Jaroslav Jiřík (Stanislav Sventek), 52. Miroslav Vlach (Vlastimil Bubník), 56. Miroslav Vlach, 57. Jiří Dolana, 58. Stanislav Prýl (Jaroslav Jiřík).

Branky a nahrávky Japonska: 29. Mamoru Takašima, 33. Masahiro Sato.

Rozhodčí: Vladimir Kuzněcov (URS), Georg Zeller (GER)

Vyloučení: 2:5 (1:0) navíc Jiřík na 5 minut.
ČSSR: Vladimír Nadrchal – Rudolf Potsch (21.Ladislav Šmíd), Stanislav Sventek,František Gregor, František Tikal – Vlastimil Bubník, Jaroslav Walter, Miroslav Vlach – Stanislav Prýl, Jozef Golonka, Jaroslav Jiřík – Jiří Dolana, Jiří Holík, Josef Černý.
Japonsko: Kazuyi Morishima (31.–50. Tošiei Honma) – Šigeru Šimada, Hironuki Matsuura, Masamu Tanabu, Minoru Nakano – Atsuo Irie, Isao Ono, Masahiro Sato – Mamoru Takašima, Šiniči Honma, Kimihisa Kudo – Kodži Iwamoto, Isao Kawabuči, Kimio Kazahari (51. Džiro Ogawa).
 USA –  Rumunsko 7:2 (1:0, 3:1, 3:1)
28. ledna 1964 (17:00) – Innsbruck (Messehalle)

Branky USA: 18:07 Roger Christian, 21:53 William Christian, 30.14 James Westby, 35:17 Paul Johnson, 47:04 Roger Christian, 49:24 Daniel Dilworth, 51:16 Frank Reichart.

Branky Rumunska: 22:10 Eduard Pana, 50:36 Anton Biro.

Rozhodčí: Lou Maschino (CAN), Otto Černý (TCH)

Vyloučení: 5:4
USA: Yurkovich – Martin, Meredith, Ross, Westby – Reichart, W. Christian, R. Christian – H. Brooks, Coppo, Johnson – Dilworth, D. Brooks. Schmalzbauer.
Rumunsko: Crişan – Varga, Tiriac, Ionescu, Czaka – I. Szabo, G. Szabo, Pană – Florescu, Ioanovici, Calamar – Ferenzci, Biro, Andrei.
 Švédsko –  Itálie 12:2 (4:1, 5:0, 3:1)
28. ledna 1964 (15:30) – Innsbruck (Olympia-Eisstadion)

Branky Švédska: 3× Sven Tumba Johansson, 3× Ronald Pettersson, 2× Uno Öhrlund, Nisse Nilsson, Hans Mild, Ulf Sterner, Lars-Eric Lundvall.

Branky Itálie: Bruno Frison, Giulio Oberhammer.

Rozhodčí: Jaroslav Pokorný (TCH), Jan Wycisk (POL)

Vyloučení: 5:4
Švédsko: K. Svensson – Blome, N. Johansson, Stoltz, Nordlander – R. Pettersson, N. Nilsson, Lundvall – Mild, Sterner, Öberg – Määttä, S. Johansson, Öhrlund.
Itálie: Bolla – Verocai, Oberhammer, G. da Rin, Bacher – Frison, Macchietto, Ghezze – Ghedina, A. da Rin, Branduardi – Benedetti, Agazzi.
 SRN (SND) –  Polsko 2:1 (0:1, 1:0, 1:0)
28. ledna 1964 (16:00) – Innsbruck (Olympia-Eisstadion)

Branky SRN: 23. Helmut Zanghellini, 41. Ernst Köpf.

Branky Polska: 8. Józef Manowski.

Rozhodčí: Unto Viitala (FIN), Pentti Isotalo (FIN)

Vyloučení: 1:3
SRN: Hobelsberger (Jansen) – Schneitberger, Ambros, Schwimmebeck, Wackerle – Reif, Schubert, Köpf – Schuldes, Zanghellini, Waitl – Scholz, Sepp, Trautwein.
Polsko: Pabisz – Olczyk, Handy, Skórski, Sitko – Stefaniak, Manowski, Kurek – Źurawski, Wilczek, Szal – Kilanowicz, Gosztyla, Fonfara.
 SSSR –  Maďarsko 19:1 (8:0, 6:0, 5:1)
28. ledna 1964 (14:00) – Innsbruck (Messehalle) 

Branky SSSR: 2.01 Jevgenij Majorov, 5:37 Venjamin Alexandrov, 7:38 Vitalij Davydov, 9:11 Anatolij Firsov, 10:51 Konstantin Loktěv, 12:25 Vjačeslav Staršinov, 12:45 Leonid Volkov, 19:37 Anatolij Firsov, 23:16 Jakušev, 23:50 Venjamin Alexandrov, 31:22 Konstantin Loktěv, 33:03 Jevgenij Majorov, 34:41 Boris Majorov, 38:28 Venjamin Alexandrov, 40:28 Eduard Ivanov, 41:08 Leonid Volkov, 41:54 Alexandr Almetov, 42:19 Alexandr Almetov, 58:17 [[Viktor Jakušev.

Branky Maďarska: 45:58 György Rozgonyi.

Rozhodčí: Olle Wiking (SWE), Olle Wilkert (SWE)

Vyloučení: 2:3
SSSR: Konovalenko (41. B. Zajcev) – Ragulin, Ivanov, Kuzkin, Davydov – Loktěv, Almětov, Alexandrov – J. Majorov, Staršinov, B. Majorov – Volkov, Jakušev, Firsov – Peťuchov.
Maďarsko: Vedres (Losonczi) – Koutny, Raffa, Ziegler, Babán, Kertész – Bánkuti, Rozgonyi, Zsitva – Orosz, Beszteri-Balogh – Schwalm – Bikár, Lörincz, Jakabházy.
 Finsko –  Rakousko 8:2 (3:0, 3:1, 2:1)
28. ledna 1964 (20:30) – Innsbruck (Olympia-Eisstadion)

Branky Finska: 2:37 Heino Pulli, 9:58 Juhani Wahlsten, 15:42 Matti Reunamäki, 31:30 Lasse Oksanen, 32:02 Jorma Suokko, 36:54 Heino Pulli, 42:37 Heino Pulli, 58:08 Ilka Mesikämmen.

Branky Rakouska: 37:27 Adolf Bachura, 53:06 Erich Romauch.

Rozhodčí: Gennaro Olivieri (SUI), Helmut Schmid (SUI)

Vyloučení: 3:2 navíc Reunamäki na 5 min.
Finsko: Lahtinen – Suokko, Wasama, Mesikämmen, Numminen – Kilpiö, Lehtiö, Nikkilä – Oksanen, Peltonen, Pulli – Reunamäki, Seistamo, Wahlsten – Kaonpää.
Rakousko: Püls (Turek) – Znehnalik, Mössmer, Knoll, Bachura – Winkler, Wechselberger, Tischer – Saint John, Romauch, Puschnig – Neuwirt, Kirchberger, Kalt.

## Skupina A
| 31. | Mistrovství světa | URS           | SWE     | TCH            | CAN | USA | FIN    | GER     | SUI       | V | R | P | Skóre | B  |
| 1.  | SSSR              | Sovětský svaz | 4:2     | 7:5            | 3:2 | 5:1 | 10:0   | 10:0    | 15:0      | 7 | 0 | 0 | 54:10 | 14 |
| 2.  | Švédsko           | 2:4           | Švédsko | 8:3            | 1:3 | 7:4 | 7:0    | 10:2    | 12:0      | 5 | 0 | 2 | 47:16 | 10 |
| 3.  | ČSSR              | 5:7           | 3:8     | Československo | 3:1 | 7:1 | 4:0    | 11:1    | 5:1       | 5 | 0 | 2 | 38:19 | 10 |
| 4.  | Kanada            | 2:3           | 3:1     | 1:3            |     | 8:6 | 6:2    | 4:2     | 8:0       | 5 | 0 | 2 | 32:17 | 10 |
| 5.  | USA               | 1:5           | 4:7     | 1:7            | 6:8 | USA | 2:3    | 8:0     | 7:3       | 2 | 0 | 5 | 29:33 | 4  |
| 6.  | Finsko            | 0:10          | 0:7     | 0:4            | 2:6 | 3:2 | Finsko | 1:2     | 4:0       | 2 | 0 | 5 | 10:31 | 4  |
| 7.  | SRN (SND)         | 0:10          | 2:10    | 1:11           | 2:4 | 0:8 | 2:1    | Německo | 6:5       | 2 | 0 | 5 | 13:49 | 4  |
| 8.  | Švýcarsko         | 0:15          | 0:12    | 1:5            | 0:8 | 3:7 | 0:4    | 5:6     | Švýcarsko | 0 | 0 | 7 | 9:57  | 0  |

| 42. | Mistrovství Evropy |
| 1.  | SSSR               |
| 2.  | Švédsko            |
| 3.  | ČSSR               |
| 4.  | Finsko             |
| 5.  | SRN (SND)          |
| 6.  | Švýcarsko          |

- Titul mistra Evropy do 1970 získalo evr. mužstvo, které se umístilo nejlépe v konečné tabulce MS.

 SSSR –  USA 5:1 (1:0, 3:0, 1:1)
29. ledna 1964 (13:30) – Innsbruck (Olympia-Eisstadion)

Branky SSSR: 7:37 Anatolij Firsov, 24:01 Viktor Jakušev, 32:45 Viktor Jakušev, 35:43 Boris Majorov, 58:05 Vjačeslav Staršinov.

Branky USA: 44:16 James Westby.

Rozhodčí: Olle Viking (SWE), Olle Wilkert (SWE)

Vyloučení: 1:4
SSSR: Konovalenko – Ragulin, Ivanov, Kuzkin, Davydov – Loktěv, Almětov, Alexandrov – J. Majorov, Staršinov, B. Majorov – Volkov, Jakušev, Firsov – Peťuchov.
USA: Yurkowich – Martin, Meredith, Ross, Westby – Reichart, W. Christian, R. Christian – H. Brooks, Coppo, Johnson – Dilworth, D. Brooks, Schmalzbauer – Fryberger.
 Československo –  SRN (SND) 11:1 (3:0, 4:0, 4:1)
29. ledna 1964 (16:00) – Innsbruck (Olympia-Eisstadion)

Branky a nahrávky Československa: 5:48 Rudolf Potsch (Jozef Golonka), 16:34 Vlastimil Bubník, 19:24 Jiří Dolana (Jiří Holík), 26:41 Vlastimil Bubník (Miroslav Vlach), 27:08 Jiří Holík (Jiří Dolana), 29:05 Jaroslav Jiřík (František Gregor), 36:06 Jaroslav Walter (Vlastimil Bubník), 47:39 František Tikal (Jaroslav Walter), 50:15 Jiří Dolana (Josef Černý), 51:54 Miroslav Vlach (Vlastimil Bubník), 52:53 Jaroslav Walter (Miroslav Vlach).

Branky a nahrávky SRN: 56:35 Kurt Sepp (Ernst Trautwein).

Rozhodčí: Lou Maschino (CAN), Gennaro Olivieri (SUI)

Vyloučení: 3:3 (2:0)
ČSSR: Vladimír Dzurilla – František Gregor, František Tikal, Rudolf Potsch, Stanislav Sventek – Vlastimil Bubník, Jaroslav Walter, Miroslav Vlach – Jan Klapáč, Jozef Golonka, Jaroslav Jiřík – Jiří Dolana, Jiří Holík, Josef Černý.
SRN: Michael Hobelsberger – Otto Schneitberger, Paul Ambros, Silvester Wackerle, Leonhard Waitl – Josef Reif, Siegfried Schubert, Ernst Köpf – Albert Loibl, Helmut Zanghellini, Bernd Herzig – Georg Scholz, Kurt Sepp, Ernst Trautwein.
 Kanada –  Švýcarsko 8:0 (1:0, 5:0, 2:0)
29. ledna 1964 (17:00) – Innsbruck (Messehalle)

Branky Kanady: 19:57 Rod Seiling, 20:27 Bob Forhan, 26:46 Gary Begg, 31:25 Hank Akervall, 34:53 Gary Dineen, 35:12 George Swarbrick, 43:18 Brian Conacher, 43:36 Brian Conacher.

Rozhodčí: Giulio Demetz (ITA), Albert Kerkoš (YUG)

Vyloučení: 5:2
Kanada: Martin (41. Broderick) – O’Malley, Seiling, McKenzie, Akervall – Dineen, Conlin, Conacher – Clancy, Cadieaux, Bourbonnais – Swarbrick, Johnston, Forhan – Begg.
Švýcarsko: Rigolet – Friedrich, Rüegg, Furrer, Wespi, Wittwer – Diethelm, Stammbach, Jenni – Parolini, Chappot, Berry – Salzmann, Pfammatter, Truffer.
 Finsko –  Švýcarsko 4:0 (0:0, 3:0, 1:0)
30. ledna 1964 (18:00) – Innsbruck (Olympia-Eisstadion)

Branky Finska: 20:06 Jorma Peltonen, 22:30 Seppo Nikkilä, 33:15 Raimo Kilpio, 55:24 Heino Pulli.

Rozhodčí: Lou Maschio (CAN), Otto Černý (TCH)

Vyloučení: 1:5
Finsko: Lahtinen – Suokko, Numminen, Mesikämmen, Wasama – Oksanen, Kilpiö, Peltonen – Pulli, Reunamäki, Lehtiö – Wahlsten, Seistamo, Nikkilä – Luostarinen.
Švýcarsko: Rigolet – Friedrich, Rüegg, Furrer, Wespi, Wittwer – Salzmann, Pfammatter, Truffer – Diethelm, Stammbach, Jenni – Parolini, Chappot, Berry.
 Kanada –  Švédsko 3:1 (1:0, 1:1, 1:0)
30. ledna 1964 (21:00) – Innsbruck (Olympia-Eisstadion)

Branky Kanady: 5:05 Bob Forhan, 27:17 Rod Seiling, 44:15 Rod Seiling.

Branky Švédska: 37:20 Sven Tumba Johansson.

Rozhodčí: Gennaro Olivieri (SUI), Andrej Starovojtov (URS)

Vyloučení: 4:3 (0:1)
Kanada: Martin (41. Broderick) – O'Malley, McKenzie, Seiling, Akervall – Bourbonnais, Dineen, Johnston – Conlin, Swarbrick, Conacher – Forhan, Begg, Clancy – Cadieux.
Švédsko: Svensson – Blomé, N. Johansson, Stoltz, Nordlander – L. Johansson, Sterner, Öberg – Määttä, Tumba Johansson, Andersson – Petersson, Nilsson, Lundvall – Mild.
 USA –  SRN (SND) 8:0 (0:0, 2:0, 6:0)
31. ledna 1964 (17:00) – Innsbruck (Messehalle)

Branky USA: 25:16 Dates Fryberger, 35:36 Roger Christian, 43:28 Gary Schmalzbauer, 46:07 Roger Christian, 48:42 Dates Fryberger, 52:50 Paul Coppo, 57:03 Paul Johnson, 58:03 Daniel Dilworth.

Rozhodčí: Jaroslav Pokorný (TCH), Pentti Isotalo (FIN)

Vyloučení: 4:6
USA: Rupp – Ross, Westby, Martin, Meredith, McCoy – Reichart, W. Christian, R. Christian – H. Brooks, Coppo, Johnson – Dilworth, Fryberger, Schmalzbauer.
SRN: Hobelsberger – Schneitberger, Ambros, Schwimmbeck, Wackerle – Reif, Schubert, Köpf – Schuldes, Zanghellini, Waitl – Scholz, Sepp, Trautwein – Loibl.
 Československo –  SSSR 5:7 (0:4, 3:1, 2:2)
31. ledna 1964 (20:30) – Innsbruck (Olympia-Eisstadion)

Branky a nahrávky Československa: 27:43 Jozef Golonka (František Tikal), 33:56 Jiří Dolana (Holík), 38:36 Jozef Golonka (Jaroslav Jiřík), 44:47 Jozef Golonka, 55:56 František Tikal.

Branky a nahrávky SSSR: 4:36 Venjamin Alexandrov (Alexandr Almetov), 8:10 Alexandr Almetov (Alexandr Ragulin), 10:41 Anatolij Firsov, 15:17 Konstantin Loktěv (Alexandr Almetov), 32:30 Stanislav Pětuchov (Boris Majorov), 40:59 Eduard Ivanov, 45:10 Viktor Jakušev (Leonid Volkov).

Rozhodčí: Lou Maschio (CAN), Olle Viking (SWE)

Vyloučení: 4:10 (3:1)
ČSSR: Vladimír Dzurilla (11. Vladimír Nadrchal) – František Gregor, František Tikal, Rudolf Potsch, Stanislav Sventek – Stanislav Prýl, Jozef Golonka, Jaroslav Jiřík – Vlastimil Bubník, Jaroslav Walter, Miroslav Vlach – Jiří Dolana, Jiří Holík, Josef Černý.
SSSR: Viktor Konovalenko – Vitalij Davydov, Eduard Ivanov, Alexandr Ragulin, Viktor Kuzkin – Konstantin Loktěv, Venjamin Alexandrov, Alexandr Almetov – Stanislav Pětuchov, Vjačeslav Staršinov, Boris Majorov – Leonid Volkov, Anatolij Firsov, Viktor Jakušev.
 Československo –  Finsko	4:0 (1:0, 2:0, 2:0)
1. února 1964 (14:30) – Innsbruck (Olympia-Eisstadion)

Branky a nahrávky Československa: 13:57 Miroslav Vlach, 31:57 Miroslav Vlach (Jaroslav Walter), 39:27 Josef Černý, 58:37 Stanislav Sventek (Stanislav Prýl).

Rozhodčí: Jan Wycisk (POL), Helmut Schmid (SUI)

Vyloučení: 4:2 (1:0)
ČSSR: Vladimír Nadrchal – František Gregor, Ladislav Šmíd, Rudolf Potsch, Stanislav Sventek – Stanislav Prýl, Jozef Golonka, Jaroslav Jiřík – Vlastimil Bubník, Jaroslav Walter, Miroslav Vlach – Jiří Dolana, Jiří Holík, Josef Černý.
Finsko: Juhani Lahtinen – Kalevi Numminen, Jorma Suokko, Jarmo Wasama, Ilka Mesikämmen – Lasse Oksanen, Raimo Kilpio, Jorma Peltonen – Seppo Nikkilä, Heino Pulli, Matti Reunamäki – Juhani Wahlsten, Jouni Seistamo, [Rauno Lehtiö – Esko Luostarinen.
 SSSR –  Švýcarsko 15:0 (7:0, 3:0, 5:0)
1. února 1964 (17:00) – Innsbruck (Olympia-Eisstadion)

Branky SSSR: 1:50 Vjačeslav Staršinov, 2:43 Stanislav Pětuchov, 5:19 Venjamin Alexandrov, 6:34 Eduard Ivanov, 12:10 Vjačeslav Staršinov, 18:47 Alexandr Ragulin, 19:43 Anatolij Firsov, 25:37 Konstantin Loktěv, 27:14 Stanislav Pětuchov, 32:46 Stanislav Pětuchov, 40:51 Leonid Volkov, 50:34 Viktor Jakušev, 51:10 Viktor Jakušev, 53:48 Vjačeslav Staršinov, 54:13 Eduard Ivanov.

Rozhodčí: Franz Moser (AUT), Willy Valentin (AUT)

Vyloučení: 0:1
SSSR: B. Zajcev – Ragulin, Ivanov, Kuzkin, O. Zajcev – Loktěv, Almětov, Alexandrov – Peťuchov, Staršinov, B. Majorov – Volkov, Jakušev, Firsov.
Švýcarsko: Rigolet – Friedrich, Rüegg, Furrer, Wespi, Wittwer – Salzmann, Pfammatter, Truffer – Zimmermann, Stammbach, Jenni – Parolini, Chappot, Berry.
 Švédsko –  USA 7:4 (1:3, 3:0, 3:1)
1. února 1964 (20:30) – Innsbruck (Olympia-Eisstadion)

Branky Švédska: 2:27 Ulf Sterner, 26:31 Nils Johansson, 35:45 Nils Johansson, 36:00 Lars-Eric Lundvall, 51:04 Ulf Sterner, 56:57 Nisse Nilsson, 59:54 Roland Stoltz.

Branky USA: 8:37 Paul Coppo, 12:58 Paul Johnson, 17:21 Daniel Dilworth, 53:54 Gary Schmalzbauer.

Rozhodčí: Andrej Starovojtov (URS), Eberhard Grillmayer (AUT)

Vyloučení: 4:5
Švédsko: Häggroth – Blomé, N. Johansson, Stoltz, Nordlander, L. Johansson – Sterner, A. Andersson, Määttä – Nilsson, R. Petersson, Lundvall – Mild, S. Johansson, Öhrlund.
USA: Rupp (59.00) – Martin, Westby, Ross, Meredith – Reichart, W. Christian, R. Christian – H. Brooks, Coppo, Johnson – D. Brooks, Fryberger, Schmalzbauer – Dilworth.
 Kanada –  SRN (SND) 4:2 (2:1, 0:0, 2:1)
2. února 1964 (13:00) – Innsbruck (Olympia-Eisstadion)

Branky Kanady: 4:10 Brian Conacher, 18:59 Gary Dineen, 42:52 Brian Conacher, 43:48 Ray Cadieux.

Branky SRN: 9:50 Siegfried Schubert, 57:45 Ernst Trautwein.

Rozhodčí: Jaroslav Pokorný (TCH), Vladimir Kuzněcov (URS)

Vyloučení: 6:5
Kanada: S. Martin – O’Malley, Seiling, McKenzie, Akervall – Bourbonnais, Johnston, Dineen, Conlin – Swarbrick – Conacher, Forhan – Begg – Clancy, Cadieaux.
SRN: Jansen – Ambros, Schwimmbeck, Schneitberger, Wackerle – Reif, Schubert, Köpf – Scholz, Zanghellini, Waitl – Schuldes, Sepp, Trautwein – Herzig.
 Švédsko –  Finsko 7:0 (1:0, 4:0, 2:0)
2. února 1964 (18:00) – Innsbruck (Messehalle)

Branky Švédska: 2:50 Uno Öhrlund, 25:37 Sven Tumba Johansson, 26:25 Carl-Göran Öberg, 30:50 Uno Öhrlund, 35:21 Anders Andersson, 41:25 Anders Andersson, 45:43 Anders Andersson.

Rozhodčí: Lou Maschio (CAN), Otto Černý (TCH)

Vyloučení: 1:2
Švédsko: K. Svensson – Blomé, N. Johansson, Stoltz, Nordlander, L. Johansson – Nilsson, R. Petersson, Lundvall – Sterner, A. Andersson, Määttä – Öberg, S. Johansson, Öhrlund.
Finsko: Lahtinen – Suokko, Numminen, Mesikämmen, Wasama – Oksanen, Kilpiö, Peltonen – Pulli, Reunamäki, Lehtiö – Wahlsten, Seistamo, Luostarinen – Kaonpää.
 Kanada –  USA 8:6 (1:3, 6:0, 1:3)
3. února 1964 (20:30) – Innsbruck (Olympia-Eisstadion)

Branky Kanady: 3:23 Gary Dineen, 20:43 Brian Conacher, 26:20 Ray Cadieux, 27:18 George Swarbrick, 30:25 Bob Forhan, 31:25 Brian Conacher, 36:28 Ray Cadieux, 42:29 Brian Conacher.

Branky USA: 0:12 James Westby, 11:15 Paul Johnson, 18:30 Paul Johnson, 47:40 William Christian, 59:11 Frank Reichart, 59:37 Paul Johnson.

Rozhodčí: Pentti Isotalo (FIN), Olle Viking (SWE)

Vyloučení: 9:5
Kanada: Broderick – McKenzie, Akervall, O’Malley, Seiling – Bourbonnais, Dineen, Johnston – Conlin, Swarbrick, Conacher – Forhan, Begg, Clancy – Cadieaux.
USA: Yurkovich (41. Rupp) – Martin, Westby, Meredith, Ross – Reichart, W. Christian, R. Christian – Dilworth, Coppo, Johnson – H. Brooks, D. Brooks, Schmalzbauer – Fryberger.
 SSSR –  Finsko 10:0 (2:0, 4:0, 4:0)
4. února 1964 (14:00) – Innsbruck (Messehalle)

Branky SSSR: 8:22 Viktor Jakušev, 16:30 Vjačeslav Staršinov, 26:48 Viktor Kuzkin, 27:28 Konstantin Loktěv, 33:54 Boris Majorov, 39:01 Vjačeslav Staršinov, 43:08 Venjamin Alexandrov, 45:32 Alexandr Ragulin, 49:33 Boris Majorov, 55:25 Boris Majorov.

Rozhodčí: Olle Viking (SWE), Olle Wilkert (SWE)

Vyloučení: 2:2
SSSR: Konovalenko (41. B. Zajcev) – Ragulin, Ivanov, Kuzkin, Davydov, O. Zajcev – Loktěv, Almětov, Alexandrov – Volkov, Jakušev, Firsov – J. Majorov, Staršinov, B. Majorov.
Finsko: Lahtinen – Suokko, Numminen, Mesikämmen, Wasama – Oksanen, Kilpiö, Peltonen – Pulli, Reunamäki, Luostarinen – Wahlsten, Seistamo, Lehtiö – Nikkilä.
 Československo –  Švýcarsko 	5:1 (0:1, 2:0, 3:0)
4. února 1964 (17:00) – Innsbruck (Olympia-Eisstadion)

Branky a nahrávky Československa: 24:13 Jiří Dolana (Josef Černý), 25:18 Jozef Golonka (František Tikal), 52:49 Jiří Holík (Josef Černý), 53:32 Jiří Dolana (Josef Černý), 55:15 Ladislav Šmíd.

Branky a nahrávky Švýcarska: 0:57 Pio Parolini (Franz Berry).

Rozhodčí: Adolfr Kuhnert (AUT), Eberhard Grillmayer (AUT)

Vyloučení: 1:2 (1:0)
ČSSR: Vladimír Nadrchal – Rudolf Potsch, Stanislav Sventek (41.Ladislav Šmíd), František Gregor, František Tikal – Vlastimil Bubník, Jaroslav Walter, Miroslav Vlach – Jan Klapáč, Jozef Golonka, Jaroslav Jiřík – Jiří Dolana, Jiří Holík, Josef Černý.
Švýcarsko: René Kiener – Elvin Friedrich, Max Rüegg, Gaston Furrer, Peter Wespi – Walter Salzmann, Kurt Pfammatter, Herold Truffer – Rolf Diethelm, Peter Stammbach, Jürg Zimmermann – Pio Parolini, Roger Chappot, Franz Berry.
 Švédsko –  SRN (SND) 10:2 (2:1, 4:1, 4:0)
4. února 1964 (20:30) – Innsbruck (Olympia-Eisstadion)

Branky Švédska: 11:35 Ulf Sterner, 12:38 Sven Tumba Johansson, 22:43 Lars-Eric Lundvall, 25:10 Anders Andersson, 37:43 Sven Tumba Johansson, 38:48 Anders Andersson, 41:12 Nisse Nilsson, 41:48 Anders Andersson, 49:20 Sven Tumba Johansson, 52:30 Roland Stoltz.

Branky SRN: 12:18 Ernst Trautwein, 32:17 Leonhard Waitl.

Rozhodčí: Otto Černý (TCH), Lou Maschio (CAN)

Vyloučení: 3:6
Švédsko: K. Svensson (30. Häggroth) – Blomé, N. Johansson, Stoltz, Nordlander, L. Johansson – Nilsson, R. Petersson, Lundvall – Öberg, S. Johansson, Öhrlund – Sterner, A. Andersson, Määttä.
SRN: Jansen – Waitl, Ambros, Schwimmbeck, Schneitberger, Wackerle – Reif, Schubert, Köpf – Loibl, Herzig, Schuldes – Scholz, Zanghellini, Trautwein.
 Kanada –  Finsko 6:2 (2:1, 3:0, 1:1)
5. února 1964 (14:00) – Innsbruck (Olympia-Eisstadion)

Branky Kanady: 10:19 Ray Cadieux, 19:01 Terry Clancy, 22:47 Bob Forhan, 27:22 Bob Forhan, 39:15 Hank Akervall, 46:12 Bob Forhan.

Branky Finska: 4:17 Juhani Wahlsten, 46:50 Matti Reunamäki.

Rozhodčí: Vladimir Kuzněcov (URS), Andrej Starovojtov (URS)

Vyloučení: 2:0
Kanada: Martin (41. Broderick) – O’Malley, Seiling, McKenzie, Akervall – Bourbonnais, Dineen, Johnston – Conlin, Swarbrick, Conacher – Forhan, Begg, Clancy – Cadieaux.
Finsko: Lahtinen – Suokko, Numminen, Mesikämmen, Wasama – Oksanen, Kilpiö, Peltonen – Pulli, Reunamäki, Luostarinen – Wahlsten, Seistamo, Lehtiö – Nikkilä.
 SSSR –  SRN (SND) 10:0 (2:0, 5:0, 3:0)
5. února 1964 (17:00) – Innsbruck (Olympia-Eisstadion)

Branky SSSR: 5:29 Alexandr Almeto, 11:43 Konstantin Loktěv, 22:36 Anatolij Firsov, 22:55 Alexandr Almetov, 27:29 Viktor Jakušev, 29:54 Boris Majorov, 32:28 Leonid Volkov, 43:54 Boris Majorov, 50:58 Eduard Ivanov, 10:0 59:55 Leonid Volkov.

Rozhodčí: Olle Viking (SWE), Olle Wilkert (SWE)

Vyloučení: 2:6 navíc Alexandrov na 5 min.
SSSR: Konovalenko – Ragulin, Ivanov, Kuzkin, Davydov – Loktěv, Almětov, Alexandrov – J. Majorov, Staršinov, B. Majorov – Volkov, Jakušev, Firsov – Peťuchov.
SRN: Jansen – Wackerle, Ambros, Schwimmbeck, Schneitberger – Reif, Schubert, Köpf – Schuldes, Herzig, Waitl – Scholz, Zanghellini, Trautwein – Loibl.
 Švédsko –  Švýcarsko 12:0 (3:0, 5:0, 4:0)
5. února 1964 (17:00) – Innsbruck (Messehalle)

Branky Švédska: 4:03 Uno Öhrlund, 9:11 Sven Tumba Johansson, 17:01 Bert-Ola Nordlander, 20:38 Uno Öhrlund, 23:22 Ulf Sterner, 26:35 Sven Tumba Johansson, 29:48 Gert Blomé, 36:40 Ronald Pettersson, 47:57 Nisse Nilsson, 49:16 Nisse Nilsson, 50:30 Bert-Ola Nordlander, 57:02 Anders Andersson.

Rozhodčí: Albert Kerkoš (YUG), Otto Černý (TCH)

Vyloučení: 2:2
Švédsko: K. Svensson – Blomé, N. Johansson, Stoltz, Nordlander, L. Johansson – Nilsson, R. Petersson, Lundvall – Öberg, S. Johansson, Öhrlund – Sterner, A. Andersson, Määttä.
Švýcarsko: Kiener – Friedrich, Rüegg, Furrer, Wittwer, Wespi – Salzmann, Pfammatter, H. Truffer – Zimmermann, Stammbach, Diethelm – Parolini, R. Chappot, Berry.
 Československo –  USA 7:1 (0:0, 2:0, 5:1)
5. února 1964 (20:30) – Innsbruck (Olympia-Eisstadion)

Branky a nahrávky Československa: 29:48 Jiří Dolana (Rudolf Potsch), 34:04 František Gregor (Jaroslav Walter), 43:00 Josef Černý (Jiří Dolana), 45:41 Jaroslav Jiřík (Jan Klapáč), 51:34 Miroslav Vlach (Vlastimil Bubník, Jaroslav Walter), 53:18 Josef Černý (Jiří Holík), 56:58 Jaroslav Walter (Vlastimil Bubník).

Branky a nahrávky USA: 46:33 Paul Coppo (Daniel Dilworth).

Rozhodčí: Lou Maschio (CAN), Jan Wycisk (POL)

Vyloučení: 3:4 (0:0)
ČSSR: Vladimír Nadrchal – Rudolf Potsch, Ladislav Šmíd, František Gregor, František Tikal – Jan Klapáč, Jozef Golonka, Jaroslav Jiřík – Vlastimil Bubník, Jaroslav Walter, Miroslav Vlach – Jiří Dolana, Jiří Holík, Josef Černý.
USA: Pat Rupp – Thomas Martin, James Westby, Herb Brooks, Donald Ross – William Christian, Frank Reichart, Roger Christian – Paul Johnson, Paul Coppo, Daniel Dilworth – Gary Schmalzbauer, David Brooks, Dates Fryberger.
 SRN (SND) –  Švýcarsko 6:5 (2:3, 0:1, 4:1)
7. února 1964 (10:00) – Innsbruck (Olympia-Eisstadion)

Branky SRN: 5:16 Silvester Wackerle, 17:48 Silvester Wackerle, 41:40 Siegfried Schubert, 56:46 Siegfried Schubert, 58:16 Dieter Schwimmbeck, 59:35 Leonhard Waitl.

Branky Švýcarska: 1:07 Herold Truffer, 2:29 Jürg Zimmermann, 18:56 Rolf Diethelm, 35:29 Peter Wespi, 47:02 Pio Parolini.

Rozhodčí: Andrej Starovojtov (URS), Vladimir Kuzněcov (URS)

Vyloučení: 4:3
SRN: Jansen – Wackerle, Ambros, Schwimmbeck, Schneitberger – Reif, Schubert, Köpf – Schuldes, Herzig, Waitl – Scholz, Zanghellini, Trautwein – Loibl.
Švýcarsko: Rigolet – Friedrich, Rüegg, Furrer, Wespi, Wittwer – Salzmann, Pfammatter, Truffer – Diethelm, Stammbach, Zimmermann – Parolini, R. Chappot, Berry.
 Finsko –  USA 3:2 (2:0, 1:1, 0:1)
7. února 1964 (14:00) – Innsbruck (Olympia-Eisstadion)

Branky Finska: 6:19 Rauno Lehtiö, 19:03 Seppo Nikkilä, 36:40 Heino Pulli.

Branky USA: 25:48 Frank Reichart, 44:44 Roger Christian.

Rozhodčí: Lou Maschio (CAN), Olle Viking (SWE)

Vyloučení: 0:0
Finsko: Lahtinen – Suokko, Numminen, Mesikämmen, Wasama – Oksanen, Kilpiö, Peltonen – Pulli, Reunamäki, Nikkilä – Wahlsten, Seistamo, Lehtiö – Luostarinen.
USA: Rupp – Martin, Westby, Ross, H. Brooks, McCoy – Reichart, W. Christian, R. Christian – Dilworth, Coppo, Johnson – Fryberger, D. Brooks, Schmalzbauer.
 SSSR –  Švédsko 4:2 (1:1, 1:0, 2:1)
7. února 1964 (17:00) – Innsbruck (Olympia-Eisstadion)

Branky SSSR: 5:42 Alexandr Ragulin, 32:33 Eduard Ivanov, 44:19 Leonid Volkov, 45:32 Viktor Kuzkin.

Branky Švédska: 16:11 Uno Öhrlund, 40:51 Uno Öhrlund.

Rozhodčí: Gennaro Olivieri (SUI), Jan Wycisk (POL)

Vyloučení: 2:1 (0:0)
SSSR: Konovalenko – Ivanov, Davydov, Kuzkin, Ragulin – Loktěv, Almětov, Alexandrov – J. Majorov, Staršinov, B.Majorov – Volkov, Jakušev, Firsov.
Švédsko: Häggroth – Blomé, N.Johansson, Stoltz, Nordlander – Pettersson, Nilsson, Lundvall – Määttä, Andersson, Sterner – Öberg, Tumba Johansson, Öhrlund.
 Československo –  Kanada 	3:1 (0:0, 0:1, 3:0)
7. února 1964 (20:30) – Innsbruck (Olympia-Eisstadion)

Branky a nahrávky Československa: 51:10 Jan Klapáč, 53:35 Jiří Holík, 59:01 Josef Černý (František Tikal).

Branky a nahrávky Kanady: 34:05 Rod Seiling (Barry McKenzie).

Rozhodčí: Pentti Isotala (FIN), Unto Wiitala (FIN)

Vyloučení: 0:1 (0:0), Akervall na 5 min.
ČSSR: Vladimír Nadrchal – Rudolf Potsch, Ladislav Šmíd, František Gregor, František Tikal – Jan Klapáč, Jozef Golonka, Jaroslav Jiřík – Vlastimil Bubník, Jaroslav Walter, Miroslav Vlach – Jiří Dolana, Jiří Holík, Josef Černý.
Kanada: [[Seth Martin (47.Ken Broderick) – Terry O'Malley, Rod Seiling, Barry McKenzie, Hank Akervall – Roger Bourbonnais, Gary Dineen, Marshall Johnston – Paul Conlin, George Swarbrick, Brian Conacher – Bob Forhan, Gary Begg, Terry Clancy – Ray Cadieux.
 SRN (SND) –  Finsko 2:1 (0:0, 1:1, 1:0)
8. února 1964 (10:00) – Innsbruck (Olympia-Eisstadion)

Branky SRN: 29:20 Ernst Köpf, 54:40 Ernst Trautwein.

Branky Finska: 24:38 Lasse Oksanen.

Rozhodčí: Jaroslav Pokorný (TCH), Otto Černý (TCH)

Vyloučení: 6:4
SRN: Jansen – Wackerle, Ambros, Schwimmbeck, Schneitberger – Reif, Schubert, Köpf – Schuldes, Herzig, Waitl – Scholz, Zanghellini, Trautwein – Loibl.
Finsko: Lahtinen – Suokko, Numminen, Mesikämmen, Wasama – Oksanen, Kilpiö, Peltonen – Pulli, Reunamäki, Nikkilä – Wahlsten, Seistamo, Lehtiö – Luostarinen.
 USA –  Švýcarsko 7:3 (3:2, 2:0, 2:1)
8. února 1964 (14:00) – Innsbruck (Olympia-Eisstadion)

Branky USA: 0:40 Frank Reichart, 11:51 Paul Johnson, 13:27 Gary Schmalzbauer, 24:57 William Christian, 27:51 David Brooks, 42:54 Herb Brooks, 53:05 Dates Fryberger.

Branky Švýcarska: 0:54 Pio Parolini, 8:49 Kurt Pfammatter, 56:20 Jürg Zimmermann.

Rozhodčí: Andrej Satrovojtov (URS), Olle Vilkert (SWE)

Vyloučení: 3:2 navíc R. Christian na 10 min a D. Brooks 2 x na 10 min.
USA: Rupp – Martin, Westby, Ross, H. Brooks, McCoy – Reichart, W. Christian, R. Christian – Dilworth, Coppo, Johnson – Fryberger, D. Brooks, Schmalzbauer.
Švýcarsko: Rigolet – Friedrich, Rüegg, Furrer, Wespi, Wittwer – Parolini, Chappot, Berry – Salzmann, Pfammatter, H. Truffer – Diethelm, Stammbach, Zimmermann.
 SSSR –  Kanada 3:2 (0:1, 2:1, 1:0)
8. února 1964 (17:00) – Innsbruck (Olympia-Eisstadion)

Branky SSSR: 30:49 Jevgenij Majorov, 38:38 Vjačeslav Staršinov, 41:36 Venjamin Alexandrov.

Branky Kanady: 5:57 George Swarbrick, 33:40 Bob Forhan.

Rozhodčí: Pentti Isotalo (FIN), Unto Viitala (FIN)

Vyloučení: 2:3 (0:0)
SSSR: Konovalenko – Davydov, Ivanov, Ragulin, Kuzkin – Loktěv, Almětov, Alexandrov – J. Majorov, Staršinov, B. Majorov – Volkov, Jakušev, Firsov.
Kanada: Broderick (41.Martin) – O'Malley, Seilinng, McKenzie, Akervall – Bourbonnais, Dineen, Johnston – Conlin, Swarbrick, Conacher – Forhan, Begg, Clancy – Cadieux.
 Švédsko –  Československo 8:3 (3:1, 3:1, 2:1)
8. února 1964 (20:30) – Innsbruck (Olympia-Eisstadion)

Branky Švédska: 14:02 Ronald Pettersson (Roland Stoltz), 15:28 Ulf Sterner (Eilert Määttä ), 19:03 Ulf Sterner (Roland Stoltz), 27:36 Sven Tumba Johansson, 34:58 Ronald Pettersson, 39:10 Eilert Määttä, 56:55 Uno Öhrlund, 58:55 Eilert Määttä (Lars-Eric Lundvall).

Branky Československa: 14:39 Josef Černý (Jiří Dolana), 22:42 Jiří Dolana, 45:31 Jaroslav Jiřík (Jozef Golonka).

Rozhodčí: Lou Maschio (CAN), Gennaro Olivieri (SUI)

Vyloučení: 3:4 (využití 1:2, v oslabení 0:1) navíc Nordlander na 5 min.
Švédsko: Kjell Svensson – Gert Blomé, Nils Johansson, Roland Stoltz, Bert-Ola Nordlander, Lennart Johansson – Ronald Pettersson, Hans Mild, Lars-Eric Lundvall – Carl-Göran Öberg, Sven Tumba Johansson, Uno Öhrlund – Ulf Sterner, Anders Andersson, Eilert Määttä.
ČSSR: Vladimír Nadrchal – Rudolf Potsch, Ladislav Šmíd, František Gregor, František Tikal – Jan Klapáč, Jozef Golonka, Jaroslav Jiřík – Stanislav Prýl, Jaroslav Walter, Miroslav Vlach – Jiří Dolana, Jiří Holík, Josef Černý.

## Skupina B
|     |            | POL    | NOR    | JPN      | ROM | AUT      | YUG        | ITA    | HUN      | V | R | P | Skóre | B  |
| 9.  | Polsko     | Polsko | 4:2    | 3:4      | 6:1 | 5:1      | 9:3        | 7:0    | 6:2      | 6 | 0 | 1 | 40:13 | 12 |
| 10. | Norsko     | 2:4    | Norsko | 3:4      | 4:2 | 8:2      | 8:4        | 9:2    | 6:1      | 5 | 0 | 2 | 40:19 | 10 |
| 11. | Japonsko   | 4:3    | 4:3    | Japonsko | 6:4 | 5:5      | 4:6        | 6:8    | 6:2      | 4 | 1 | 2 | 35:31 | 9  |
| 12. | Rumunsko   | 1:6    | 2:4    | 4:6      |     | 5:2      | 5:5        | 6:2    | 8:3      | 3 | 1 | 3 | 31:28 | 7  |
| 13. | Rakousko   | 1:5    | 2:8    | 5:5      | 2:5 | Rakousko | 6:2        | 5:3    | 4:2      | 3 | 1 | 3 | 24:28 | 7  |
| 14. | Jugoslávie | 3:9    | 4:8    | 6:4      | 5:5 | 2:6      | Jugoslávie | 5:3    | 4:2      | 3 | 1 | 3 | 29:37 | 7  |
| 15. | Itálie     | 0:7    | 2:9    | 8:6      | 2:6 | 3:5      | 3:5        | Itálie | 6:4      | 2 | 0 | 5 | 24:42 | 4  |
| 16. | Maďarsko   | 2:6    | 1:6    | 2:6      | 3:8 | 2:4      | 2:4        | 4:6    | Maďarsko | 0 | 0 | 7 | 14:39 | 0  |

 Polsko –  Rumunsko 6:1 (2:0, 2:1, 2:0)
30. ledna 1964 (11:00) – Innsbruck (Messehalle)

Branky Polska: 6:20 Jerzy Ogórczyk, 9:26 Andrzej Żurawski, 35:06 Józef Stefaniak, 35:35 Józef Stefaniak, 53:37 Józef Kurek, 58:18 Józef Manowski]]

Branky Rumunska: 23:10 Eduard Pana.

Rozhodčí: Unto Viitala (FIN), Helmut Schmid (SUI)

Vyloučení: 2:3
Polsko: Wisniewski – Olczyk, Handy, Skórski, Sitko, Langner – Manowski, A. Fonfara, Gosztyla – Kilanowicz, Kurek, Źurawski – Stefaniak, Wilczek, Ogórczyk.
Rumunsko: Crişan – Ionescu, Czaka, Varga, Tiriac – Biro, Calamar, G. Szabo – I. Szabo, Ferenczi, Andrei – Pană, Florescu, Mihăilescu – Ioanovici.
 Itálie –  Maďarsko 6:4 (1:1, 3:2, 2:1)
30. ledna 1964 (14:00) – Innsbruck (Messehalle)

Branky Itálie: 5:54 Alberto Darin, 21:15 Bruno Frison, 30:54 Edmondo Rabanser, 33:12 Enrico Bacher, 45:01 Giancarlo Agazzi, 47:54 Enrico Bacher.

Branky Maďarska: 4:42 Árpád Bánkuti, 35:43 Árpád Bánkuti, 35:57 György Rozgonyi, 55:02 Béla Schwalm.

Rozhodčí: Olle Viking (SWE), Vladimir Kuzněcov (URS)

Vyloučení: 5:5
Itálie: Bolla – G. da Rin, Alvera, Bacher, Verocai – Frison, Alberto Darin, Macchietto – Ghedina, Ghezze, Branduardi – Agazzi, Oberhammer, Benedetti – Rabanser.
Maďarsko: Vedres – Koutny, Babán, Raffa, Kertész – Bánkuti, Rozgonyi, Zsitva – Orosz, Beszteri-Balogh, Schwalm – Lörincz, Bikár, Jakabházy – Boróczi.
 Rakousko –  Jugoslávie 6:2 (2:0, 2:0, 2:2)
30. ledna 1964 (15:30) – Innsbruck (Olympia-Eisstadion)

Branky Rakouska: 10:46 Josef Puschnig, 15:51 ??? Kakl, 28:26 Fritz Spielmann, 34:11 Fritz Spielmann, 42:30 Adelbert Saint John, 57:35 Fritz Spielmann]]

Branky Jugoslávie: 43:28 Franc Smolej, 46:06 Vinko Valentar.

Rozhodčí: Jaroslav Pokorný (TCH), Jan Wycisk (POL)

Vyloučení: 2:2
Rakousko: Püls – Mössmer, Knoll, Bachura, Neuwirth – Kalt, Puschnig, Romauch – Tischer, Kakl, Saint John – Spielmann, Wechselberger, Winkler.
Jugoslávie: Gale – Kristan, Ravnik, I. Jan, Radin, Anđelić – Tišlar, Felc, F. Smolej – B. Jan, Ðorđević, Valentar – Ratej, Holbus, Renaud.
 Japonsko –  Norsko 4:3 (0:2, 2:1, 2:0)
30. ledna 1964 (17:00) – Innsbruck (Messehalle)

Branky Japonska: 27:15 Atsuo Irie, 34:32 Mamoru Takašima, 42:06 Mamoru Takašima, 53:46 Masahiro Sato.

Branky Norska: 5:15 Thor Martinsen, 13:53 Christian Petersen, 38:06 Christian Petersen.

Rozhodčí: Franz Moser (AUT), Willy Valentin (AUT)

Vyloučení: 1:3
Japonsko: T. Honma – Tanabu, Shimada, Nakano, Matsuura – Sato, Ono, Irie – Kudo, Sh. Honma, Takashima – Kazahari, Kawabuchi, Iwamoto – Ogawa.
Norsko: Mellerud – Gundersen, Bjerklund, S. N. Hansen, Martinsen, Thoresen – Petersen, Olsen, Smefjell – Elvenes, Dalsøren, Larsen – Olafsen, Fjeldstad, J. E. Hansen.
 Polsko –  Norsko 4:2 (1:0, 1:2, 2:0)
31. ledna 1964 (14:00) – Innsbruck (Messehalle)

Branky Polska: 19:45 Bronisław Gosztyła, 37:19 Józef Manowski, 58:18 Andrzej Fonfara, 59:28 Bronisław Gosztyła.

Branky Norska: 22:12 Egil Bjerklund, 36:31 Frank Olafsen.

Rozhodčí: Georg Zeller (GER), Olle Wilkert (SWE)

Vyloučení: 4:5
Polsko: Wisniewski – Olczyk, Handy, Sitko, Skórski, Langner – Manowski, Fonfara, Gosztyla – Kilanowicz, Szal, Źurawski – Stefaniak, Wilczek, Ogórczyk.
Norsko: Mellerud – Gundersen, S. N. Hansen, Martinsen, Bjerklund – Petersen, Olsen, Smefjell – Olafsen, Dalsøren, Larsen – Elvenes, Lundby, Thoresen – Fjeldstad.
 Japonsko –  Rumunsko 6:4 (1:1, 0:1, 5:2)
31. ledna 1964 (20:00) – Innsbruck (Messehalle)

Branky Japonska: 00:33 Isao Ono, 45:15 Mamoru Takašima, 51:51 Šiniči Honma, 52:56 Sh. Šiniči Honma, 56:10 Kodži Iwamoto, 59:58 Masahiro Sato.

Branky Rumunska: 17:14 Zoltan Czaka, 32:13 Iuliu Szabo, 56:30 Iuliu Szabo, 57:00 Geza Szabo.

Rozhodčí: Eberhard Grillmayer (AUT), Albert Kerkos (YUG)

Vyloučení: 2:1
Japonsko: T. Honma – Tanabu, Shimada, Nakano, Matsuura – Sato, Ono, Irie – Kudo, Sh. Honma, Takashima – Kazahari, Kawabuchi, Iwamoto – Ogawa.
Rumunsko: Sofian – Ionescu, Czaka, Varga, Tiriac – Biro, Calamar, G. Szabo – I. Szabo, Ferenczi, Andrei – Pană, Florescu, Mihăilescu – Nagy.
 Rakousko –  Maďarsko 3:0 (1:0, 0:0, 2:0)
1. února 1964 (14:00) – Innsbruck (Messehalle)

Branky Rakouska: 11:58 Adelbert Saint John, 42:14 Adelbert Saint John, 55:26 Adelbert Saint John.

Rozhodčí: Giulio Demetz (ITA), Georg Zeller (GER)

Vyloučení: 4:6
Rakousko: Püls – Knoll, Bachura, Neuwirth – Kalt, Puschnig, Romauch – Spielmann, Wechselberger, Winkler – Tischer, Saint John, Kirchberger – Kakl.
Maďarsko: Vedres – Koutny, Babán, Raffa, Kertész – Bánkuti, Rozgonyi, Zsitva – Lörincz, Bikár, Boróczi – Orosz, Beszteri-Balogh, Schwalm – Jakabházy.
 Itálie –  Jugoslávie 3:5 (3:1, 0:2, 0:2)
1. února 1964 (20:00) – Innsbruck (Messehalle)

Branky Itálie: 15:48 Enrico Benedetti, 19:37 Bruno Frison, 19:58 Alberto Darin.

Branky Jugoslávie: 10:58 Viktor Tišlar, 23:17 Miroljub Đorđević, 38:28 Albin Felc, 45:59 Boris Renaud, 48:05 Miroljub Đorđević.

Rozhodčí: Jaroslav Pokorný (TCH), Otto Černý (TCH)

Vyloučení: 4:0
Itálie: Bolla – Gianfranco Darin, Alvera, Verocai, Bacher – Frison, Alberto Darin, Macchietto – Ghedina, Rabanser, Branduardi – Benedetti, Oberhammer, Agazzi – Ghezze.
Jugoslávie: Gale – Kristan, Ravnik, Anđelić, I. Jan, Radin – Smolej, Felc, Tišlar – B. Jan, Ðorđević, Valentar – Ratej, Holbus, Renaud.
 Itálie –  Norsko 2:9 (2:3, 0:2, 0:4)
2. února 1964 (12:00) – Innsbruck (Messehalle)

Branky Itálie: 1:26 Alberto Darin, 19:17 Enrico Bacher.

Branky Norska: 9:20 Georg Smefjell, 10:06 Thor Erik Lundby, 15:05 Bjørn Elvenes, 21:03 Bjørn Elvenes, 21:10 Georg Smefjell, 35:57 Thor Erik Lundby, 50:47 Georg Smefjell, 52:28 Christian Petersen, 52:43 Bjørn Elvenes.

Rozhodčí: Albert Kerkos (YUG), Jan Wycisk (POL)

Vyloučení: 7:3
Itálie: Bolla – G. da Rin, Alvera, Verocai, Bacher – Frison, A. da Rin, Macchietto – Ghedina, Ghezze, Branduardi – Agazzi, Rabanser, Benedetti – Oberhammer.
Norsko: Mellerud (Østensen) – S. N. Hansen, Gundersen, Bjerklund, Martinsen – Petersen, Elvenes, Larsen – Olafsen, Dalsøren, Smefjell – Thoresen, Lundby, Fjeldstad – J. E. Hansen.
  Rumunsko –  Jugoslávie 5:5 (2:1, 1:3, 2:1)
2. února 1964 (15:00) – Innsbruck (Messehalle)

Branky Rumunska: 3:43 Nicolae Andrei, 19:48 Nicolae Andrei, 32:21 Iuliu Szabo, 52:35 Dezsö Varga, 58:34 Geza Szabo.

Branky Jugoslávie: 2:04 Bogomir Jan, 34:02 Franc Smolej, 37:20 Franc Smolej, 35:02 Albin Felc, 52:30 Albin Felc.

Rozhodčí: Olle Wilkert (SWE), Tsutsumi (JPN)

Vyloučení: 1:3
Rumunsko: Crişan – Ionescu, Czaka, Varga, Tiriac – I. Szabo, Ferenczi, G. Szabo – Biro, Calamar, Andrei – Nagy, Florescu, Mihăilescu – Ioanovici.
Jugoslávie: Gale – Ravnik, Kristan, Anđelić, I. Jan, Radin – Smolej, Felc, Tišlar – B. Jan, Ðorđević, Renaud – Ratej, Holbus, Valentar.
 Polsko –  Maďarsko 6:2 (3:1, 2:1, 1:0)
3. února 1964 (14:00) – Innsbruck (Olympia-Eisstadion)

Branky Polska: 1:35 Bronisław Gosztyła, 4:30 Andrzej Szal, 16:26 Stanisław Olczyk, 23:45 Józef Stefaniak, 26:24 Andrzej Szal, 59:20 Andrzej Fonfara.

Branky Maďarska: 18:41 János Beszteri, 36:05 Péter Bikár.

Rozhodčí: Adolf Kuhnert (AUT), Unto Viitala (FIN)

Vyloučení: 0:1
Polsko: Pabisz (41. Wisniewski) – Olczyk, Langner, Skórski, Sitko – Manowski, Fonfara, Gosztyla – Kilanowicz, Szal, Źurawski – Stefaniak, Wilczek, Ogórczyk – Kurek.
Maďarsko: Vedres (Losonczi) – Koutny, Babán, Raffa, Ziegler – Bánkuti, Rozgonyi, Zsitva – Orosz, Bikárm, Boróczi – Beszteri-Balogh, Kertész, Schwalm – Jakabházy.
 Rakousko –  Japonsko 5:5 (1:3 1:1, 3:1)
3. února 1964 (17:00) – Innsbruck (Olympia-Eisstadion)

Branky Rakouska: 8:11 Horst Kalt, 37:13 Fritz Wechselberger, 48:29 Adolf Bachura, 49:00 Josef Puschnig, 51:06 Adelbert Saint John.

Branky Japonska: 12:52 Masahiro Sato, 16:56 Isao Kawabuči, 17:16 Isao Ono, 27:00 Masahiro Sato, 48:13 Masahiro Sato.

Rozhodčí: Gennaro Olivieri (SUI), Helmut Schmid (SUI)

Vyloučení: 6:7
Rakousko: Püls – Knoll, Bachura, Neuwirth – Tischer, Kirchberger, Saint John – Spielmann, Wechselberger, Winkler – Kalt, Puschnig, Romauch – Kakl.
Japonsko: T. Honma – Shimada, Tanabu, Nakano, Matsuura – Sato, Ono, Irie – Iwamoto, Kawabuchi, Kazahari – Takashima, Sh. Honma, Kudo – Ogawa.
 Jugoslávie –  Japonsko 6:4 (2:1, 2:1, 2:2)
4. února 1964 (10:00) – Innsbruck (Messehalle)

Branky Jugoslávie: 2:27 Albin Felc, 12:35 Albin Felc, 20:43 Viktor Tišlar, 21:30 Franc Smolej, 50:28 Franc Smolej, 54:00 Albin Felc.

Branky Japonska: 15:51 Kodži Iwamoto, 36:43 Masahiro Sato, 40:44 Masahiro Sato, 47:45 Mamoru Takašima.

Rozhodčí: Unto Viitala (FIN), Jan Wycisk (POL)

Vyloučení: 1:1
Jugoslávie: Gale – Ravnik, Kristan, I. Jan, Anđelić, Radin – Smolej, Felc, Tišlar – B. Jan, Ðorđević, Renaud – Krmelj, Holbus, Valentar.
Japonsko: Morishima – Tanabu, Shimada, Matsuura, Ogawa – Irie, Ono, Sato – Takashima, Sh. Honma, Inatsu – Iwamoto, Kawabuchi, Kazahari.
 Polsko –  Itálie 7:0 (2:0, 3:0, 2:0)
5. února 1964 (11:00) – Innsbruck (Messehalle)

Branky Polska: 2:58 Augustyn Skórski, 4:56 Augustyn Skórski, 20:23 Bronisław Gosztyła, 26:42 Andrzej Szal, 28:16 Andrzej Fonfara, 49:26 Tadeusz Kilanowicz, 58:29 Józef Manowski.

Rozhodčí: Gennaro Olivieri (SUI), Helmut Schmid (SUI)

Vyloučení: 3:5
Polsko: Pabisz – Olczyk, Handy, Skórski, Sitko – Manowski, Fonfara, Gosztyla – Kilanowicz, Wilczek, Źurawski – Stefaniak, Szal, Ogórczyk – Kurek.
Itálie: Bolla – G. da Rin, Alvera, Agazzi, Verocai – Frison, A. da Rin, Macchietto – Ghedina, Ghezze, Branduardi – Bacher, Oberhammer, Benedetti – Rabanser.
 Rakousko –  Rumunsko 2:5 (1:0, 1:4, 0:1)
5. února 1964 (14:00) – Innsbruck (Messehalle)

Branky Rakouska: 13:14 Josef Puschnig, 28:40 Adolf Bachura.

Branky Rumunska: 23:16 Stefan Ionescu, 23:43 Geza Szabo, 24:46 Alexandru Kalamar, 31:00 Iuliu Szabo, 54:32 Ion Ferencz.

Rozhodčí: Pentti Isotalo (FIN), Unto Viitala (FIN)

Vyloučení: 1:2
Rakousko: Püls – Knoll, Bachura, Neuwirth, Znehnalik – Tischer, Kirchberger, Saint John – Spielmann, Wechselberger, Winkler – Kalt, Puschnig, Romauch – Kakl.
Rumunsko: Crişan – Ionescu, Czaka, Varga, Tiriac – I. Szabo, Ferenczi, G. Szabo – Biro, Calamar, Andrei – Florescu, Mihăilescu, Ioanovici.
 Norsko –  Maďarsko 6:1 (3:0, 2:0, 1:1)
5. února 1964 (20:00) – Innsbruck (Messehalle)

Branky Norska: 14:58 Bjørn Elvenes, 16:02 Christian Petersen, 19:45 Tor Gundersen, 26:30 Bjørn Elvenes, 34:26 Jan Erik Hansen, 48:25 Jan Roar Thoresen.

Branky Maďarska: 49:31 György Rozgonyi.

Rozhodčí: Jaroslav Pokorný (TCH), Georg Zeller (GER)

Vyloučení: 1:3
Norsko: Østensen – S. N. Hansen, Gundersen, Olsen, Bjerklund – Petersen, Elvenes, J. E. Hansen – Olafsen, Dalsøren, Smefjell – Martinsen, Lundby, Thoresen – Fjeldstad.
Maďarsko: Losonczi – Koutny, Babán, Raffa, Ziegler – Bánkuti, Rozgonyi, Zsitva – Orosz, Bikár, Boróczi – Beszteri-Balogh, Jakabházy, Kertész – Lörincz.
 Itálie –  Rakousko 3:5 (1:1, 1:1, 1:3)
6. února 1964 (14:00) – Innsbruck (Olympia-Eisstadion)

Branky Itálie: 1:55 Giulio Oberhammer, 33:34 Giampiero Branduardi, 43:40 Gianfranco Darin.

Branky Rakouska: 16:19 Christian Kirchberger, 39:04 Horst Kalt, 41:35 Horst Kalt, 49:49 Gustav Tischer, 3:5 53:32 Christian Kirchberger.

Rozhodčí: Andrej Starovojtov (URS), Vladimir Kuzněcov (URS)

Vyloučení: 5:4
Itálie: Bolla – Gianfranco Darin, Verocai, Bacher, Mastel – Frison, A. Darin, Macchietto – Agazzi, Rabanser, Branduardi – Ghezze, Oberhammer, Benedetti – Ghedina.
Rakousko: Püls – Knoll, Bachura, Neuwirth – Saint John, Znehnalik, Wechselberger – Kalt, Romauch, Puschnig – Tischer, Kirchberger, Kakl – Winkler.
 Jugoslávie –  Maďarsko 4:2 (2:2, 1:0, 1:0)
6. února 1964 (14:00) – Innsbruck (Messehalle)

Branky Jugoslávie: 4:47 Bogomir Jan, 6:42 Bogomir Jan, 37:41 Boris Renaud, 48:56 Albin Felc.

Branky Maďarska: 3:52 Béla Schwalm, 6:47 Árpád Bánkuti.

Rozhodčí: Franz Moser (AUT), Willy Valentin (AUT)

Vyloučení: 1:1
Jugoslávie: Gale (41. Šemsedinović) – I. Jan, Anđelić, Ravnik, Kristan, Radin – Tišlar, Felc, Ratej – Smolej, B. Jan, Ðorđević – Renaud, Krmelj, Holbus.
Maďarsko: Vedres (Losonczi) – Koutny, Babán, Raffa, Ziegler – Bánkuti, Rozgonyi, Zsitva – Lörinc, Bikár, Boróczi – Beszteri-Balogh, Orosz, Schwalm – Kertezs.
 Japonsko –  Polsko 4:3 (0:0, 1:1, 3:2)
6. února 1964 (17:00) – Innsbruck (Messehalle)

Branky Japonska: 33:07 Masahiro Sato, 56:14 Kodži Iwamoto, 56:57 Masahiro Sato, 58:15 Masahiro Sato.

Branky Polska: 22:00 Tadeusz Kilanowicz, 51:20 Andrzej Fonfara, 53:26 Andrzej Fonfara.

Rozhodčí: Lou Maschio (CAN), Otto Černý (TCH)

Vyloučení: 4:3
Japonsko: Morishima – Tanabu, Shimada, Matsuura, Ogawa, Nakano – Irie, Ono, Sato – Iwamoto, Kawabuchi, Kazahari – Takashima, Sh. Honma, Kudo.
Polsko: Pabisz – Olczyk, Handy, Skórski, Sitko – Kilanowicz, Kurek, Źurawski – Manowski, Fonfara, Gosztyla – Stefaniak, Wilczek, Ogórczyk – Szal.
 Norsko –  Rumunsko 4:2 (1:0, 1:2, 2:0)
6. února 1964 (20:00) – Innsbruck (Messehalle)

Branky Norska: 16:17 Per Skjaerwen Olsen, 23:07 Christian Petersen, 53:29 Thor Erik Lundby, 55:06 Olav Dalsøren.

Branky Rumunska: 21:32 Alexandru Kalamar, 25:57 Dezsö Varga.

Rozhodčí: Eberhard Grillmayer (AUT), Giulio Demetz (ITA)

Vyloučení: 4:4
Norsko: Mellerud – S. N. Hansen, Gundersen, Thoresen, Bjerklund – Petersen, Elvenes, Smefjell – Martinsen, Dalsøren, Larsen – Olsen, Lundby, Olafsen – J. E. Hansen.
Rumunsko: Crişan – Ionescu, Czaka, Varga, Tiriac – I. Szabo, Ferenczi, G. Szabo – Biro, Calamar, Andrei – Nagy, Florescu, Mihăilescu – Ioanovici.
 Rakousko –  Norsko 2:8 (0:2, 1:3, 1:3)
8. února 1964 (9:00) – Innsbruck (Messehalle)

Branky Rakouska: 39:55 Adelbert Saint John, 43:14 Christian Kirchberger.

Branky Norska: 8:19 Svein Hansen, 16:35 Bjørn Elvenes, 27:15 Christian Petersen, 27:56 Einar Bruno Larsen, 34:10 Georg Smefjell, 54:24 Christian Petersen, 56:43 Thor Erik Lundby, 58.24 Frank Olafsen.

Rozhodčí: Olle Viking (SWE), Vladimir Kuzněcov (URS)

Vyloučení: 6:1
Rakousko: Püls (41. Turek) – Bachura, Neuwirth, Znehnalik, Mössmer – Saint John, Puschnig, Kalt – Tischer, Kirchberger, Kakl – Spielmann, Wechselberger, Winkler – Romauch.
Norsko: Mellerud – S. N. Hansen, Gundersen, Thoresen, Bjerklund, Martinsen – Petersen, Elvenes, Smefjell – Olafsen, Dalsøren, Larsen – Olsen, Lundby, J. E. Hansen.
 Polsko –  Jugoslávie 9:3 (4:2, 4:1, 1:0)
8. února 1964 (12:00) – Innsbruck (Messehalle)

Branky Polska: 0:12 Józef Manowski, 0:57 Bronisław Gosztyła, 13:05 Józef Manowski, 14:21 Sylwester Wilczek, 22:13 Bronisław Gosztyła, 23:31 Tadeusz Kilanowicz, 26:02 Józef Manowski, 38:12 Józef Manowski, 42:48 Józef Stefaniak.

Branky Jugoslávie: 2:28 Boris Renaud, 2:35 Albin Felc, 34:55 Albin Felc.

Rozhodčí: Georg Zeller (GER), Helmut Schmid (SUI)

Vyloučení: 5:4 navíc Szal na 10 min.
Polsko: Pabisz – Olczyk, Handy, Skórski, Sitko, Langner – Manowski, Fonfara, Gosztyla – Kilanowicz, Wilczek, Źurawski – Stefaniak, Szal, Ogórczyk.
Jugoslávie: Gale – Anđelić, I. Jan, Ravnik, Kristan, Radin – Tišlar, Felc, Smolej – B. Jan, Ðorđević, Renaud – Krmelj, Holbus, Valentar.
  Rumunsko –  Itálie 6:2 (1:1, 3:0, 2:1)
8. února 1964 (15:00) – Innsbruck (Messehalle)

Branky Rumunska: 11:38 Geza Szabo, 22:00 Ion Ferencz, 33:16 Ion Ferencz, 35:15 Anton Biro, 52:24 Ion Ferencz, 54:26 Ion Ferencz.

Branky Itálie: 12:14 Bruno Frison, 59:06 Alberto Darin.

Rozhodčí: Jan Wycisk (POL), Tsutsumi (JPN)

Vyloučení: 1:4
Rumunsko: Crişan – Ionescu, Czaka, Varga, Nagy – I. Szabo, Ferenczi, G. Szabo – Biro, Calamar, Andrei – Ioanovici, Florescu, Mihăilescu.
Itálie: Bolla – G. Darin, Alvera, Bacher, Verocai – Frison, Alberto Darin, Macchietto – Agazzi, Rabanser, Branduardi – Mastel, Oberhammer, Benedetti – Ghezze.
 Japonsko –  Maďarsko 6:2 (1:1, 1:1, 4:0)
8. února 1964 (17:30) – Innsbruck (Messehalle)

Branky Japonska: 7:11 Mamoru Takašima, 24:06 Isao Kawabuči, 47:47 Mamoru Takašima, 49:04 Kodži Iwamoto, 56:13 Masahiro Sato, 58:56 Džiro Ogawa

Branky Maďarska: 8:14 János Beszteri, 34:09 Béla Schwalm.

Rozhodčí: Eberhard Grillmayer, Adolf Kuhnert (AUT)

Vyloučení: 0:1
Japonsko: T. Honma (Morishima) – Tanabu, Shimada, Matsuura, Ogawa, Nakano – Irie, Ono, Sato – Iwamoto, Kawabuchi, Kazahari – Takashima, Sh. Honma, Kudo.
Maďarsko: Losonczi – Koutny, Babán, Raffa, Ziegler, Kertezs – Bánkuti, Rozgonyi, Zsitva – Lörincz, Bikár, Boróczi – Orosz, Beszteri-Balogh, Schwalm.
 Rakousko –  Polsko 1:5 (0:2, 0:1, 1:2)
9. února 1964 (10:00) – Innsbruck (Olympia-Eisstadion)

Branky Rakouska: 42:50 Adelbert Saint John.

Branky Polska: 7:15 Bronisław Gosztyła, 18:00 Józef Stefaniak, 24:49 Henryk Handy, 51:50 Tadeusz Kilanowicz, ??? Sylwester Wilczek.

Rozhodčí: Lou Maschio (CAN), Jaroslav Pokorný (TCH)

Vyloučení: 2:4
Rakousko: Turek – Knoll, Bachura, Neuwirth, Mössmer – Kalt, Puschnig, Romauch – Tischer, Kirchberger, Saint John – Spielmann, Wechselberger, Winkler – Kakl.
Polsko: Wisniewski – Olczyk, Handy, Skórski, Sitko, Langner – Manowski, Fonfara, Gosztyla – Kilanowicz, Wilczek, Źurawski – Stefaniak, Szal, Ogórczyk.
  Rumunsko –  Maďarsko 8:3 (3:2, 3:1, 2:0)
9. února 1964 (10:00) – Innsbruck (Messehalle)

Branky Rumunska: 5:08 Geza Szabo, 6:29 Nicolae Andrei, 12:13 Anton Biro, 34:19 Geza Szabo, 35:37 Geza Szabo, 36:29 Alexandru Kalamar, 51:07 Iuliu Szabo, 56:42 Iuliu Szabo.

Branky Maďarska: 8:37 György Rozgonyi, 18:55 Viktor Zsitva, 24:21 Viktor Zsitva.

Rozhodčí: Giulio Demetz (ITA), Albert Kerkos (YUG)

Vyloučení: 3:1
Rumunsko: Crişan – Ionescu, Czaka, Varga, Nagy – I. Szabo, Ferenczi, G. Szabo – Biro, Calamar, Andrei – Ioanovici, Florescu, Mihăilescu.
Maďarsko: Losonczi (Vedres) – Koutny, Babán, Raffa, Ziegler, Kertezs – Bánkuti, Rozgonyi, Zsitva – Lörincz, Bikár, Boróczi – Orosz, Beszteri-Balogh, Schwalm.
 Norsko –  Jugoslávie 8:4 (4:2, 1:2, 3:0)
9. února 1964 (13:00) – Innsbruck (Messehalle)

Branky Norska: 0:35 Bjørn Elvenes, 2:56 Tor Gundersen, 4:56 Olav Dalsøren, 16:25 Einar Bruno Larsen, 29:29 Thor Erik Lundby, 45:42 Frank Olafsen, 48:31 Frank Olafsen, 55:05 Georg Smefjell.

Branky Jugoslávie: 4:15 Albin Felc, 11:36 Albin Felc, 34:20 Albin Felc, 36:08 Miroljub Đorđević.

Rozhodčí: Andrej Starovojtov (URS), Olle Wilkert (SWE)

Vyloučení: 4:3
Norsko: Mellerud (Østensen) – S. N. Hansen, Gundersen, Thoresen, Bjerklund – Petersen, Elvenes, Smefjell – Olafsen, Dalsøren, Larsen – Olsen, Lundby, Martinsen – Fjeldstad.
Jugoslávie: Gale (55:06 Šemsedinović) – Ravnik, Kristan, Anđelić, I. Jan, Radin – Tišlar, Felc, Smolej – B. Jan, Ðorđević, Renaud – Krmelj, Holbus, Valentar.
 Japonsko –  Itálie 6:8 (1:1, 1:3, 4:4)
9. února 1964 (13:00) – Innsbruck (Olympia-Eisstadion)

Branky Japonska: 15:57 Šiniči Honma, 27:06 Masahiro Sato, 44:02 Kodži Iwamoto, 44:18 Isao Kawabuči, 46:33 Kodži Iwamoto, 57:20 Kimihisa Kudo.

Branky Itálie: 15:11 Giulio Oberhammer, 28:01 Isidoro Alvera, 30:34 Alberto Darin, 36:20 Giancarlo Agazzi, 40:55 Francesco Macchietto, 41:52 Giancarlo Agazzi, 54:36 Giampiero Branduardi, 56:59 Gianfranco Darin.

Rozhodčí: Franz Moser (AUT), Willy Valentin (AUT)

Vyloučení: 3:3
Japonsko: T. Honma (Morishima) – Tanabu, Shimada, Matsuura, Ogawa, Nakano – Irie, Ono, Sato – Iwamoto, Kawabuchi, Kazahari – Kudo, Sh. Honma, Takashima.
Itálie: Bolla (46:34 Gamper) – Gianfranco Darin, Alvera, Bacher, Verocai – Ghezze, Alberto Darin, Macchietto – Agazzi, Rabanser, Branduardi – Mastel, Oberhammer, Benedetti – Ghedina.

## Statistiky (Skupina A)

### Nejlepší hráči podle direktoriátu IIHF
| Brankář | Seth Martin     |
| Obránce | František Tikal |
| Útočník | Eduard Ivanov   |

Direktoriát stanovil nejprve jako nejlepšího útočníka Borise Majorova. S tím nesouhlasili trenéři sovětského mužstva a určili jako nejlepšího útočníka Eduarda Ivanova (obránce!!)|

### All Stars
| Brankář         | Seth Martin      |
| Levý obránce    | Rod Seiling      |
| Pravý obránce   | Alexandr Ragulin |
| Levé křídlo     | Rick Bourbonnais |
| Střední útočník | Viktor Jakušev   |
| Pravé křídlo    | Josef Černý      |

### Kanadské bodování
| Poř. | Kanadské bodování    | Branky | Přihrávky | Body |
| ---- | -------------------- | ------ | --------- | ---- |
| 1.   | Sven Tumba Johansson | 8      | 3         | 11   |
| 2.   | Ulf Sterner          | 6      | 5         | 11   |
| 3.   | Vjačeslav Staršinov  | 7      | 3         | 10   |
| 3.   | Viktor Jakušev       | 7      | 3         | 10   |
| 3.   | Boris Majorov        | 7      | 3         | 10   |
| 3.   | Jiří Dolana          | 7      | 3         | 10   |
| 7.   | Josef Černý          | 5      | 5         | 10   |
| 8.   | Anders Andersson     | 7      | 2         | 9    |
| 9.   | Konstantin Loktěv    | 4      | 5         | 9    |
| 10.  | Gary Dineen          | 3      | 6         | 9    |

### Soupiska SSSR
SSSR

Brankáři: Viktor Konovalenko, Boris Zajcev.

Obránci: Vitalij Davydov, Eduard Ivanov, Alexandr Ragulin, Oleg Zajcev, Viktor Kuzkin.

Útočníci: Vjačeslav Staršinov, Boris Majorov, Viktor Jakušev, Konstantin Loktěv, Venjamin Alexandrov, Anatolij Firsov, Alexandr Almetov, Leonid Volkov, Stanislav Pětuchov, Jevgenij Majorov.

Trenéři: Arkadij Černyšov, Anatolij Tarasov.

### Soupiska Švédska
Švédsko

Brankáři: Kjell Svensson, Lennart Häggroth.

Obránci: Roland Stoltz, Gert Blomé, Bert-Ola Nordlander, Nils Johansson.

Útočníci: Anders Andersson, Lennart Johansson, Lars-Eric Lundvall, Hans Mild, Eilert Määttä, Ronald Pettersson, Ulf Sterner, Sven Tumba Johansson, Carl-Göran Öberg, Uno Öhrlund, Nisse Nilsson

Trenéři: Arne Strömberg, Pelle Bergström.

### Soupiska Československa
Československo

Brankáři: Vladimír Dzurilla, Vladimír Nadrchal.

Obránci: František Tikal, František Gregor, Rudolf Potsch, Ladislav Šmíd, Stanislav Sventek.

Útočníci: Jiří Dolana, Josef Černý, Jaroslav Walter, Miroslav Vlach, Jozef Golonka, Jiří Holík, Vlastimil Bubník, Jaroslav Jiřík, Jan Klapáč, Stanislav Prýl.

Trenér: Jiří Anton.

### Soupiska Kanady
4.  Kanada

Brankáři: Seth Martin, Ken Broderick.

Obránci: Rod Seiling, Hank Akervall, Barry McKenzie, Terry O'Malley,

Útočníci: Gary Dineen, Brian Conacher, Bob Forhan, George Swarbrick, Roger Bourbonnais, Ray Cadieux, Marshall Johnston, Terry Clancy, Gary Begg, Paul Conlin.

Trenér: páter David Bauer.

### Soupiska USA
5.  USA

Brankáři: Pat Rupp, Thomas Yurkovich.

Obránci: James Westby, Donald Ross, Wayne Meredith, Thomas Martin.

Útočníci: Paul Coppo, Paul Johnson, Frank Reichart, Daniel Dilworth, William Christian, Dates Fryberger, Roger Christian, Gary Schmalzbauer, Herb Brooks, David Brooks.

Trenér: Edward Jeremiah.

### Soupiska Finska
6.  Finsko

Brankáři: Juhani Lahtinen, Urpo Ylönen.

Obránci: Rauno Lehtiö, Ilka Mesikämmen, Jorma Suokko, Jarmo Wasama, Kalevi Numminen.

Útočníci: Heino Pulli, Matti Reunamäki, Seppo Nikkilä, Raimo Kilpio, Lasse Oksanen, Juhani Wahlsten, Jorma Peltonen, Jouni Seistamo, Esko Luostarinen, Esko Kaonpää.

Trenér: Joe Wirkkunen.

### Soupiska SRN (SND)
7.  SRN (SND)

Brankáři: Michael Hobelsberger, Ulrich Jansen.

Obránci: Paul Ambros, Ernst Trautwein, Kurt Sepp, Siegfried Schubert, Horst Franz Schuldes, Josef Reif, Leonhard Waitl, Otto Schneitberger.

Útočníci: Ernst Köpf, Bernd Herzig, Albert Loibl, Georg Scholz, Dieter Schwimmbeck, Helmut Zanghellini, Silvester Wackerle.

Trenéři: Markus Egen, Engelbert Holderied, Xaver Unsinn.

### Soupiska Švýcarska
8.  Švýcarsko

Brankáři: René Kiener, Gérard Rigolet.

Obránci: Franz Berry, Gaston Furrer, Roger Chappot, Rolf Diethelm, Elvin Friedrich.

Útočníci: Oskar Jenny, Pio Parolini, Kurt Pfammatter, Max Rüegg, Walter Salzmann, Herold Truffer, Peter Wespi, Otto Wittwer, Jürg Zimmermann, Peter Stammbach.

Trenér: Hervé Lalonde.

### Soupiska Polska
9.  Polsko

Brankáři: Józef Wiśniewski, Władysław Pabisz.

Hráči: Bronisław Gosztyła, Józef Kurek, Stanisław Olczyk, Andrzej Fonfara, Henryk Handy, Tadeusz Kilanowicz, Gerard Langner, Józef Manowski, Jerzy Ogórczyk, Hubert Sitko, Augustyn Skórski, Józef Stefaniak, Andrzej Szal, Sylwester Wilczek, Andrzej Żurawski

Trenér: Gary Hughes.

### Soupiska Norska
10.  Norsko

Brankáři: Kåre Østensen, Øystein Mellerud.

Hráči: Egil Bjerklund, Olav Dalsøren, Tor Gundersen, Per Skjaerwen Olsen, Christian Petersen, Georg Smefjell, Svein Hansen, Thor Martinsen, Bjørn Elvenes, Erik Fjeldstad, Jan Erik Hansen, Einar Bruno Larsen, Thor Erik Lundby, Frank Olafsen, Jan Roar Thoresen

Trenér: Rolf Kirkvaag.

### Soupiska Japonska
11.  Japonsko

Brankáři: Tošiei Honma, Kazuyi Morishima.

Hráči: Šiniči Honma, Hidenori Inatsu, Atsuo Irie, Isao Ono, Šigeru Šimada, Masamu Tanabu, Mamoru Takašima, Kimihisa Kudo, Kodži Iwamoto, Kimio Kazahari, Isao Kawabuči, Hironuki Matsuura, Minoru Nakano, Džiro Ogawa, Masahiro Sato

Trenér: Niuro Hošino.

### Soupiska Rumunska
12.  Rumunsko

Brankáři: Anton Crisan, Iosef Sofian.

Obránci: Zoltan Czaka, Stefan Ionescu, Ion Tiriac, Dezsö Varga.

Útočníci: Iulian Florescu, Alexandru Kalamar, Geza Szabo, Iuliu Szabo, Eduard Pana, Nicolae Andrei, Anton Biro, Ion Ferencz, Andrei Ioanovici, Dan Mihailescu, Adalbert Naghi

Trenér: Mihai Flamaropol.

### Soupiska Rakouska
13.  Rakousko

Brankáři: Alfred Püls, Friedrich Turek.

Hráči: Hermann Knoll, Fritz Spielmann, Walter Znenalik, Adolf Bachura, Horst Kalt, Christian Kirchberger, Eduard Mössmer, Tassilo Neuwirth, Josef Puschnig, Erich Romauch, Adelbert St. John, Gustav Tischer, Fritz Wechselberger, Erich Winkler

Trenér: Zdeněk Ujčík (Československo).

### Soupiska Jugoslávie
14.  Jugoslávie

Brankáři: Anton Jože Gale, Rašid Šemsedinović.

Hráči: Albin Felc, Bogomir Jan, Ivo Jan, Ivo Ratej, Franc Smolej, Viktor Ravnik, Boris Renaud, Viktor Tišlar, Aleksandar Anđelić, Miroljub Đorđević, Mirko Holbus, Marjan Kristian, Miran Krmelj, Igor Radin, Vinko Valentar

Trenér: Václav Bubník (Československo).

### Soupiska Itálie
15.  Itálie

Brankáři: Vittorio Bolla, Roberto Gamper.

Hráči: Giancarlo Agazzi, Giampiero Branduardi, Gianfranco Darin, Francesco Macchietto, Giulio Oberhammer, Isidoro Alvera, Enrico Benedetti, Alberto Darin, Bruno Frison, Enrico Bacher, Bruno Ghedina, Ivo Ghezze, Giovanni Mastel, Edmondo Rabanser, Giulio Verocai

Trenér: Aldo Federici.

### Soupiska Maďarska
16.  Maďarsko

Brankáři: Mátyás Vedres, György Losonczi.

Obránci: József Babán, József Kertész, Lajos Koutny, György Raffa, János Ziegler.

Útočníci: Árpád Bánkuti, János Beszteri, Péter Bikár, Gábor Boróczi, László Jakabházy, Ferenc Lörincz, Károly Orosz, György Rozgonyi, Béla Schwalm, Viktor Zsitva

Trenér: Vladimír Komínek (Československo).

## Konečné pořadí
|     | Tým           |
| --- | ------------- |
|     | SSSR (URS)    |
|     | Švédsko (SWE) |
|     | ČSSR (TCH)    |
| 4.  | CAN           |
| 5.  | USA           |
| 6.  | Finsko        |
| 7.  | SRN (SND)     |
| 8.  | Švýcarsko     |
| 9.  | Polsko        |
| 10. | Norsko        |
| 11. | Japonsko      |
| 12. | Rumunsko      |
| 13. | Rakousko      |
| 14. | Jugoslávie    |
| 15. | Itálie        |
| 16. | Maďarsko      |